# 小凯撒 (电影)
是一部1931年的美国前法典帮派电影，由茂文·勒鲁瓦导演，爱德华·罗宾逊、格蘭達·法雷爾和道格拉斯·范朋克主演。本片改编自W·R·博内特的同名小说，讲述了一名罪犯在黑社會内步步爬升直至权力巅峰的故事。罗宾逊通过本片取得突破，成为了主流影星。《小凯撒》获得了第4届奧斯卡最佳改編劇本獎的提名，并被列为“AFI十大類型十大佳片”黑帮犯罪片类型的第9位。

## 演員
- 爱德华·罗宾逊 飾 Caesar Enrico "Rico" Bandello / "Little Caesar"
- 道格拉斯·范朋克 飾 Joe Massara
- 格蘭達·法雷爾（英语：Glenda Farrell） 飾 Olga Stassoff
- William Collier Jr.（英语：William Collier Jr.） 飾 Tony Passa
- Sidney Blackmer（英语：Sidney Blackmer） 飾 "Big Boy"
- 雷夫·因斯（英语：Ralph Ince） 飾 Pete Montana
- 史丹利·菲爾茲（英语：Stanley Fields (actor)） 飾 Sam Vettori
- Maurice Black（英语：Maurice Black） 飾 "Little Arnie" Lorch
- George E. Stone（英语：George E. Stone） 飾 Otero
- Thomas E. Jackson（英语：Thomas Jackson (actor)） 飾 Sergeant Flaherty